# St. Martin (Jettingen)

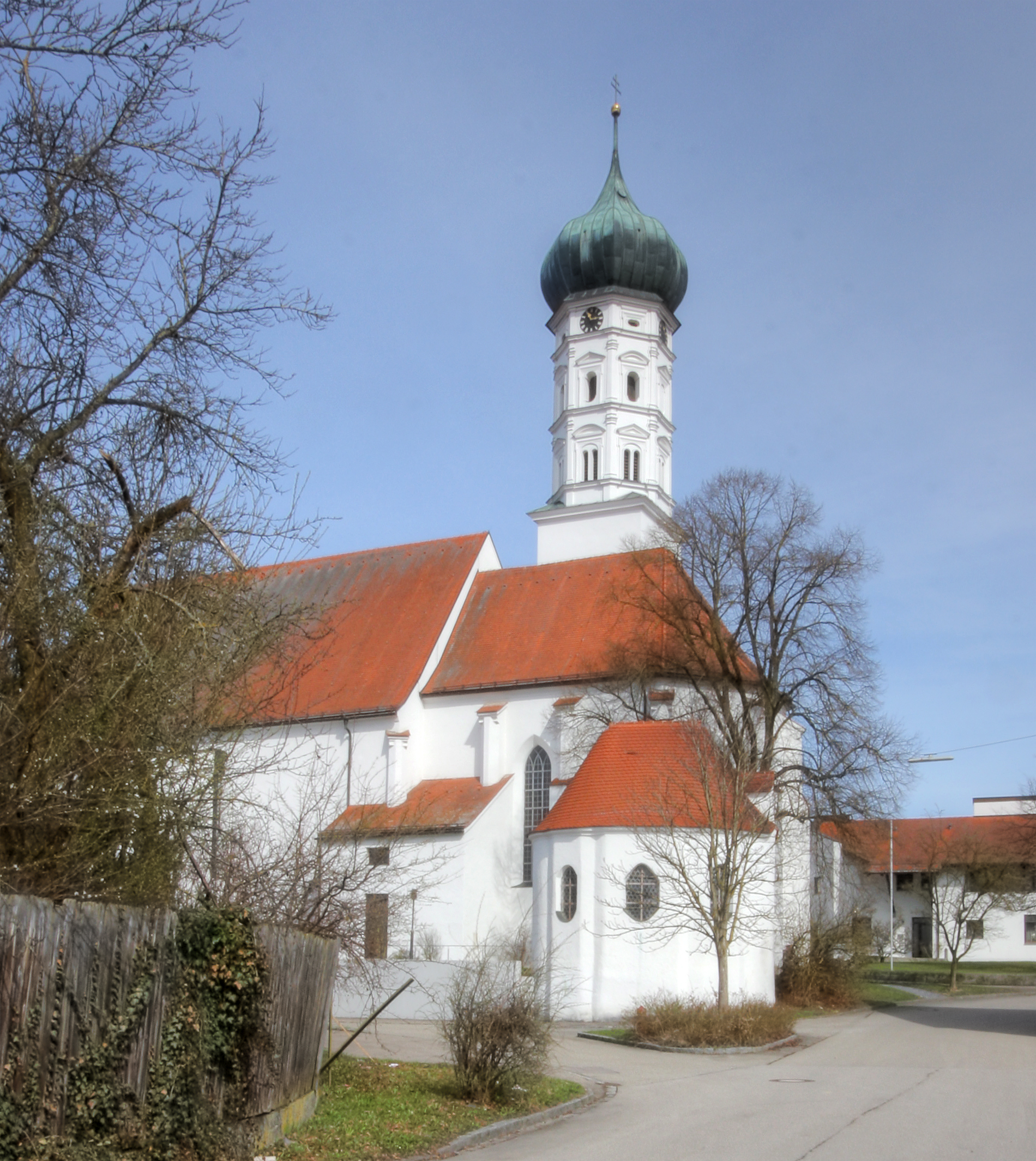
St. Martin in Jettingen; davor die Seelenkapelle St. Michael

Die römisch-katholische Pfarrkirche St. Martin steht in Jettingen, einem Gemeindeteil des Marktes Jettingen-Scheppach im schwäbischen Landkreis Günzburg in Bayern. Das Bauwerk ist beim in der Liste der Baudenkmäler in Jettingen-Scheppach als Baudenkmal unter der Nr. D-7-74-144-8 eingetragen.

## Beschreibung
Das Langhaus der Saalkirche wurde 1966/67 nach einem Entwurf von Alexander von Branca errichtet. Der eingezogene, dreiseitig geschlossene, von Strebepfeilern gestützte Chor des Vorgängerbaus blieb im Osten erhalten. Er dient jetzt als Kapelle. Der Chorflankenturm auf quadratischem Grundriss wurde 1713/15 an die Nordwand des Chors angebaut. Er wurde mit achteckigen Geschossen aufgestockt und mit einer Zwiebelhaube bedeckt. Nach dem Dreißigjährigen Krieg wurde im Innenraum des Langhauses eine Flachdecke eingebaut. Im Innenraum des Chors befindet sich ein Epitaph für einen von Ronsberg, der Hans Peurlin zugewiesen wird. Ein anderes um 1500 errichtetes Epitaph hat Gregor Erhart gestaltet. Der 1670 errichtete Hochaltar mit dem Englischen Gruß auf dem Altarretabel wurde 1870 ausgetauscht. Die Orgel mit 33 Registern auf drei Manualen und einem Pedal wurde 1970 als Opus 9 von der Orgelbau Sandtner errichtet.